# Павильон № 60 «Потребительская кооперация» на ВДНХ
Павильон «Потребительская кооперация» — 60-й павильон ВДНХ, построенный в 1952—1954 годах. Изначально и до 1959 года носил название «Центральные чернозёмные области», затем, до начала 1980-х годов, — «Центросоюз».

## История
Павильон был построен в 1952—1954 годах по проекту архитекторов Павла Штеллера и Виктора Лебедева. Оформлен в стиле сталинского ампира. В плане здание прямоугольное, с вогнутым внутрь полукруглым главным фасадом, украшенным колоннадой. Фриз фасада декорирован орнаментами в русском национальном стиле. Над основным объёмом здания надстроен остеклённый бельведер, увенчанный металлической фигурой с изображением венка. В интерьере павильона он образует стеклянный световой купол, украшенный изнутри лепниной с изображениями снопов, колосьев и красных звёзд.
Первоначально в павильоне размещалась экспозиция «Центральные чернозёмные области», представлявшая на ВДНХ Орловскую, Курскую, Воронежскую, Тамбовскую и Пензенскую области. Через пять лет после постройки павильона профиль был изменён, и здесь разместилась экспозиция, посвящённая потребительской кооперации в СССР. До начала 1980-х годов она носила название «Центросоюз» (содержание при переименовании не изменилось). Экспозиция повествовала о развитии и особенностях функционирования потребительской кооперации в стране, закупках сельскохозяйственной продукции, росте товарооборота. Отдельное место в экспозиции занимали макеты сельских магазинов. Экспозиция просуществовала до 1990-х годов, когда была упразднена. В настоящий момент в павильоне размещается кафе.